# Ромбовые скаты (род)
Ромбовые скаты (лат. Raja) — род скатов одноимённого семейства отряда скатообразных. Это хрящевые рыбы, ведущие донный образ жизни, с крупными, уплощёнными грудными плавниками в форме ромба и выступающим рылом. На вентральной стороне диска расположены 5 жаберных щелей, ноздри и рот. Диск всегда длиннее хвоста. Рыло плотное, негибкое. Максимальная длина 180 см. Эти скаты обитают в Атлантическом, Тихом и Индийском океане. В основном глубоководные виды, встречаются на глубине до 1600 м. Размножаются, откладывая яйца, заключённые в прочную роговую капсулу с выступами по углам. 
Название рода происходит от лат. raja — «хвостокол».

## Классификация
В настоящее время к роду относят 29 видов:
- Raja ackleyi Garman, 1881
- Raja africana Capapé, 1977
- Raja asterias  Delaroche, 1809 — Средиземноморский звездчатый скат
- Raja bahamensis  Bigelow & Schroeder, 1965
- Raja binoculata  Girard, 1855 — Большой калифорнийский скат
- Raja brachyura  Lafont, 1871 — Короткохвостый скат
- Raja cervigoni  Bigelow & Schroeder, 1964
- Raja chinensis  Basilewsky, 1855
- Raja clavata  Linnaeus, 1758 — Колючий скат, или морская лисица
- Raja cortezensis  McEachran & Miyake, 1988
- Raja eglanteria  Bosc, 1800 — Летний американский скат, или скат-опоссум
- Raja equatorialis  Jordan & Bollman, 1890
- Raja herwigi  Krefft, 1965
- Raja inornata  Jordan & Gilbert, 1881
- Raja maderensis  Lowe, 1838
- Raja microocellata  Montagu, 1818 — Мелкопятнистый скат
- Raja miraletus  Linnaeus, 1758 — Зеркальный скат
- Raja montagui  Fowler, 1910 — Скат Монтегю
- Raja polystigma  Regan, 1923
- Raja pulchra  Liu, 1932
- Raja radula  Delaroche, 1809 — Тупорылый скат
- Raja rhina  Jordan & Gilbert, 1880
- Raja rondeleti  Bougis, 1959 — Скат Рондолета
- Raja rouxi  Capapé, 1977
- Raja stellulata  Jordan & Gilbert, 1880 — Звездчатый тихоокеанский скат
- Raja straeleni  Poll, 1951
- Raja texana  Chandler, 1921
- Raja undulata  Lacepède, 1802 — Мозаичный скат
- Raja velezi  Chirichigno F., 1973